# FIB Cadre-71/2-Europameisterschaft 1957/2

Veranstaltungsort: Mönchengladbach

Die Cadre-71/2-Europameisterschaft 1957/2 war das 12. Turnier in dieser Disziplin des Karambolagebillards und fand vom 21. bis zum 24. März 1957 in Mönchengladbach statt. Es war die zweite Cadre-71/2-Europameisterschaft in Deutschland.

## Geschichte
Mit zwei neuen Europarekorden, einen im GD mit 24,54 und einem im BED mit 100,00, gewann der Brüsseler Emile Wafflard seinen ersten internationalen Titel im Cadre 71/2. Dieser Titel war aber in großer Gefahr in seiner letzten Partie gegen den Düsseldorfer Siegfried Spielmann. Spielmann führte die ganze Partie, teilweise mit mehr als 70 Punkten, zeigte in der entscheidenden Phase aber Nerven. Wafflard holte immer weiter auf und beendete die Partie in 17. Aufnahme mit 300:285. Den Nachstoß ließ Spielmann aus. Bei einem Unentschieden wäre der Frankfurter Siegfried Spielmann neuer Europameister gewesen. In der Stichpartie gegen Wafflard verlor Lütgehetmann unglücklich, Wafflard hatte zweimal in der entscheidenden Phase viel Glück, mit 222:300 in 15 Aufnahmen. Entscheidend für ihn waren auch die Niederlagen gegen die beiden Niederländer  Henk Scholte und Cees van Oosterhout.

## Turniermodus
Hier wurde im Round Robin System bis 300 Punkte gespielt. Es wurde mit Nachstoß gespielt. Damit waren Unentschieden möglich.
Bei MP-Gleichstand (außer bei Punktgleichstand beim Sieger) wird in folgender Reihenfolge gewertet:
1. MP = Matchpunkte
2. GD = Generaldurchschnitt
3. HS = Höchstserie

## Abschlusstabelle
| MP    | Match Points (Sieger = 2; Unentschieden = 1; Verlierer = 0) |
| Pkte. | Erzielte Karambolagen                                       |
| Aufn. | Benötigte Versuche                                          |
| GD    | Generaldurchschnitt                                         |
| BED   | Bester Einzeldurchschnitt eines Spielers                    |
| HS    | Höchstserie                                                 |
|       | Bester GD des Turniers                                      |
|       | Bester ED des Turniers                                      |
|       | Beste HS des Turniers                                       |
|       | 1. Platz (Gold)                                             |
|       | 2. Platz (Silber)                                           |
|       | 3. Platz (Bronze)                                           |

| Platz                                         | Name                | MP   | Pkte. | Aufn. | GD    | BED    | HS  |
| --------------------------------------------- | ------------------- | ---- | ----- | ----- | ----- | ------ | --- |
| 1                                             | Emile Wafflard      | 10:4 | 1792  | 73    | 24,54 | 100,00 | 165 |
| 2                                             | Walter Lütgehetmann | 10:4 | 1906  | 89    | 21,41 | 30,00  | 159 |
| 3                                             | Henk Scholte        | 8:6  | 1820  | 88    | 20,68 | 30,00  | 145 |
| 4                                             | Clément van Hassel  | 8:6  | 1930  | 99    | 19,49 | 33,33  | 140 |
| 5                                             | Piet van de Pol     | 6:8  | 1610  | 88    | 18,29 | 37,50  | 158 |
| 6                                             | Ernst Rudolph       | 6:8  | 1567  | 86    | 18,22 | 37,50  | 109 |
| 7                                             | Cees van Oosterhout | 6:8  | 1628  | 102   | 15,96 | 33,33  | 125 |
| 8                                             | Siegfried Spielmann | 2:12 | 1669  | 111   | 15,03 | 12,50  | 93  |
| Turnierdurchschnitt: 18,91 (ohne Stichpartie) |                     |      |       |       |       |        |     |
| Stichpartie                                   |                     |      |       |       |       |        |     |
| -                                             | Emile Wafflard      | 2:0  | 300   | 15    | 20,00 | 20,00  | 123 |
| -                                             | Walter Lütgehetmann | 0:2  | 222   | 15    | 14,80 | –      | 111 |
| nach Stichpartie                              |                     |      |       |       |       |        |     |
| 1                                             | Emile Wafflard      | 12:4 | 2092  | 88    | 23,77 | 100,00 | 165 |
| 2                                             | Walter Lütgehetmann | 10:6 | 2128  | 104   | 20,46 | 30,00  | 159 |
| Turnierdurchschnitt: 18,85 (mit Stichpartie)  |                     |      |       |       |       |        |     |